# Sai-ji
Le Sai-ji (西寺, Sai-ji) ou « temple de l'Ouest » était l'un des deux plus grands temples bouddhistes de Kyōto au Japon.

## Histoire
Le Sai-ji fut construit au début de l'époque de Heian. Le temple date de 796, deux ans après le transfert de la capitale vers Heian-kyō. Il fut construit en même temps que le temple Tō-ji, ou « temple de l'Est ». Chacun occupait un site carré d'environ 300 × 300 m, situé symétriquement de chaque côté du Suzaku-ōji (l'actuel Senbon-dōri), au nord de la porte Rajōmon, le long de la frontière sud de la ville. Alors que Tō-ji a survécu (bien qu'il ait été reconstruit) jusqu'à notre époque, Sai-ji brûla en 990 et 1233, puis fut abandonné et jamais reconstruit.
Les deux temples, ainsi que le Shingon-in du palais Heian, étaient les seuls établissements bouddhistes autorisés dans la capitale à l'époque de son établissement. Cette politique avait été introduite par l'empereur Kanmu afin de diminuer l'influence politique que les importantes institutions bouddhistes de Heijō-kyō (aujourd'hui Nara) avaient acquise durant le VIIIe siècle. 
Aujourd'hui, un petit parc à Minami-ku (arrondissement de Kyōto) commémore la présence du temple sur le site. En 2019, des fouilles archéologiques ont mis au jour les vestiges des fondations d'une pagode. Celle-ci était mentionnée dans les sources historiques comme ayant cinq niveaux, mais son emplacement exact était inconnu comme elle avait été détruite lors d'un incendie en 1233.